# Руска Нова Вес
Руска Нова Вес (слч. Ruská Nová Ves) насељено је мјесто са административним статусом сеоске општине (слч. obec) у округу Прешов, у Прешовском крају, Словачка Република.

## Становништво
| Година:    | 1994. | 2004.    | 2014.    | 2024.    |
| ---------- | ----- | -------- | -------- | -------- |
| Број људи: | 851   | 993      | 1175     | 1398     |
| Разлика:   |       | +16,68 % | +18,32 % | +18,97 % |

| Година:    | 2023. | 2024.   |
| ---------- | ----- | ------- |
| Број људи: | 1390  | 1398    |
| Разлика:   |       | +0,57 % |

Према подацима о броју становника из 2024. године насеље је имало 1398 становника.